# Aljaksandr Martynovič
Aljaksandr Uladzimiravič Martynovič (in bielorusso Аляксандр Уладзіміравіч Мартыновіч?; traslitterazione anglosassone: Aleksandr Martynovich; Minsk, 26 agosto 1987) è un calciatore bielorusso, difensore del Qairat.

## Carriera

### Club
Ha giocato nella prima divisione bielorussa, in quella russa ed in quella kazaka.

### Nazionale
Ha giocato nelle nazionali giovanili bielorusse Under-17 ed Under-19.
Ha partecipato agli Europei Under-21 del 2009.
Ottiene la prima convocazione in nazionale maggiore nell'autunno 2009, esordendo il 18 novembre nella sfida amichevole persa 1-0 contro il Montenegro. Segna i suoi primi 2 gol in nazionale il 17 novembre 2010, nella gara vinta 4-0 contro l'Oman.

## Palmarès

### Club

#### Competizioni nazionali
- Pervenstvo Futbol'noj Nacional'noj Ligi: 1

Rubin: 2022-2023
- Campionato kazako: 1

Qaırat: 2024
- Supercoppa del Kazakistan: 1

Qaırat: 2025